# المدرسة المزهرية (القدس)
المدرسة المزهرية، هي مدرسة من زمن الدولة المملوكية في البلدة القديمة، بالقدس، فلسطين. تقع على الجانب الجنوبي من طريق باب الحديد، حيث تلاصق المدرسة الأرغونية الواقعة إلى الغرب منها. تُنسب إلى واقفها زين الدين أبي بكر بن مزهر، الذي كان من كبار رجال الدولة في عهد السلطان المملوكي قايتباي. وهي من المباني الاثرية الفخمة في بيت المقدس، حيث تتميز ببوابة عالية ذات ألوان بديعة، فوقها قوس تعلوه صفوف أو حطات من الحنيات المجوفة والمقببة التي تتدلى خلال تتابعها المتناسق مشكلة ما يعرف معمارياً بالمقرنصات.

## تاريخها
بناها الأمير زين الدين أبي بكر بن محمد بن أحمد بن عبد الخالق بن عثمان بن مزهر الأنصاري، المتوفي سنة (893هـ/1487م). وعلى الرغم من عدم وجود نقش تأسيسي للمدرسة المزهرية، يضع المؤرخ مجير الدين الحنبلي وصفاً يُرجع تاريخ اكتمالها إلى سنة (885هـ/1480م).

## وصفها

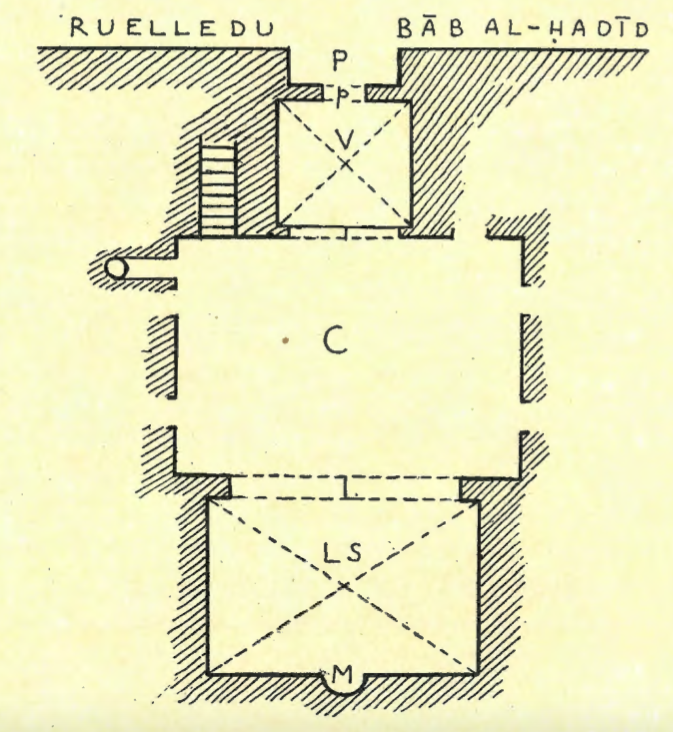
تخطيط الأزهرية

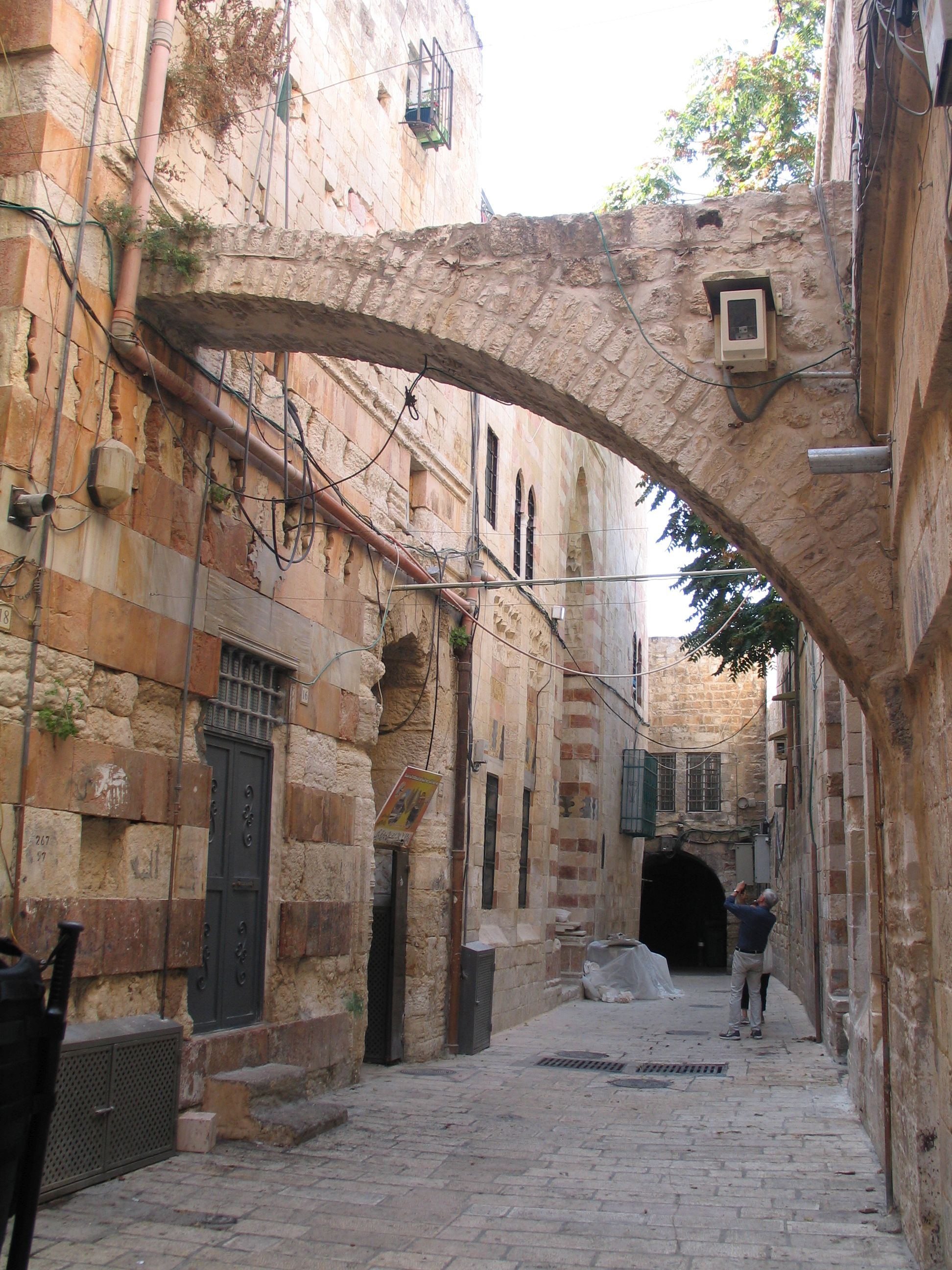
الشارع حيث تلاصق المزهرية الأرغونية

تتكون المدرسة من ثلاثة مستويات مبنية حول صحن مركزي مستطيل الشكل يفضي إليه إيوانان شمالي وجنوبي. ويحيط بالصحن من الشرق والغرب مجموعة من المساحات؛ من الشارع يمكن الوصول إلى الفناء عبر بوابة تؤدي إلى الدهليز. يحيط بالساحة الموجودة في الدهليز المؤدي إلى الصحن مساحتان يمكن الوصول إليهما من الشارع. ويوجد إيوان كبير يساوي عرض الصحن نفسه، على محور المدخل، ويقع جنوب المدرسة. وهناك مساحتان صغيرتان إضافيتان تحيطان بالإيوان. أما المستوى الثاني، الذي يمكن الوصول إليه عن طريق درج في الزاوية الشمالية الغربية من الفناء، فهو تكرار للطابق الموجود بالأسفل مع اختلافات طفيفة. وفي المستوى الثاني، تُغطى ثلاثة جوانب من الصحن برواق، مما يتيح الوصول إلى المساحات الصغيرة الموجودة حول محيط المستوى الثاني. بُني المستوى الثالث بتصميم على شكل حرف (L) على الجانبين الشرقي والجنوبي من الطابق الثاني. وقد شُيدت قاعة للاجتماعات، والتي هدمت في 1925، على سطح رواق الحرم كمساحة مستقلة منفصلة.
يُهيمن على اليناء بوابة غير متكافئة تقوم على جانبيها مكسلتان. ويوجد إلى الشرق من البوابة نافذتان متشابكتان مثبتتان في حنيات مجوفة، تعلو كل منهما مقرنصات. وتقع إلى الغرب نافذة واحدة مستطيلة. ويوجد في الطابق العلوي لوحتان متطابقتان من حجارة الأبلق، يؤطر كل منهما أقواساً مزدوجة على شكل حدوة حصان موضوعة داخل كل حنية. وتحيط اللوحتان بالبوابة بشكل غير متماثل. يعلو حنية البوابة قوس ثلاثي الفصوص على شكل حدوة حصان، وهو مبني من حجارة الأبلق الأحمر والأبيض والأصفر.
يتكون الجزء الداخلي للمدرسة في الغالب من خلاوي مقببة أسطوانية ذات مداخل مقوسة مدببة. ويعد الإيوان ومحرابه الموجود في الجانب الجنوبي من الفناء هو المساحة الرئيسية في الطابق الأرضي. ويحيط بالإيوان قوس عريض مدبب من العقد الحمراء والبيضاء. يرتكز القوس على حواف المقرنصات، كما تم تأطيره بحلقة دائرية فوق حجر العقد. تفسح القبو الأسطواني للإيوان المجال للأبواب المؤدية إلى جدرانه الشرقية والغربية. والمحراب الموجود على الجدار الجنوبي ذو مخطط نصف دائري ومحاط بعقد مدبب داخل إطار أكبر من الحجر الأسود.